# Youtab
Youtab est une noble perse du temps des conquêtes d'Alexandre le Grand. Elle combat à la bataille des Portes persiques, en 330 av. J.-C., aux côtés de son frère Ariobarzane, satrape de Perside.
Les légendes iraniennes rappellent les exploits de la guerrière Youtab qui a combattu farouchement avant de trouver la mort[réf. nécessaire].